# WTA Finals 2015
Le WTA Finals 2015 (conosciuto anche come BNP Paribas WTA Finals) sono state un torneo di tennis che si è giocato a Singapore dal 25 ottobre al 1º novembre. Il torneo si è disputato al Singapore Indoor Stadium. Il Masters femminile, dotato di un montepremi di 6.500.000 dollari, ha visto in campo le migliori otto giocatrici di singolare della stagione, divise in due gironi (con la formula del round robin), e le migliori giocatrici di doppio della stagione, sempre divise in due gironi.

## Qualificate

### Singolare
| Ranking | Giocatrice          | Punti | Tornei | Data qualificazione |
| ------- | ------------------- | ----- | ------ | ------------------- |
| inj     | Serena Williams     | 9 945 | 14     | 6 luglio            |
| 1       | Simona Halep        | 5 790 | 17     | 4 settembre         |
| 2       | Garbiñe Muguruza    | 4 511 | 19     | 8 ottobre           |
| 3       | Marija Šarapova     | 4 322 | 16     | 10 settembre        |
| 4       | Petra Kvitová       | 3 491 | 18     | 14 ottobre          |
| 5       | Agnieszka Radwańska | 3 425 | 23     | 18 ottobre          |
| 6       | Angelique Kerber    | 3 400 | 24     | 21 ottobre          |
| 7       | Flavia Pennetta     | 3 252 | 19     | 21 ottobre          |
| 8       | Lucie Šafářová      | 3 221 | 21     | 22 ottobre          |

Il 6 luglio si qualifica Serena Williams per il singolare.
Il 2 ottobre, ha annunciato il ritiro dal torneo.

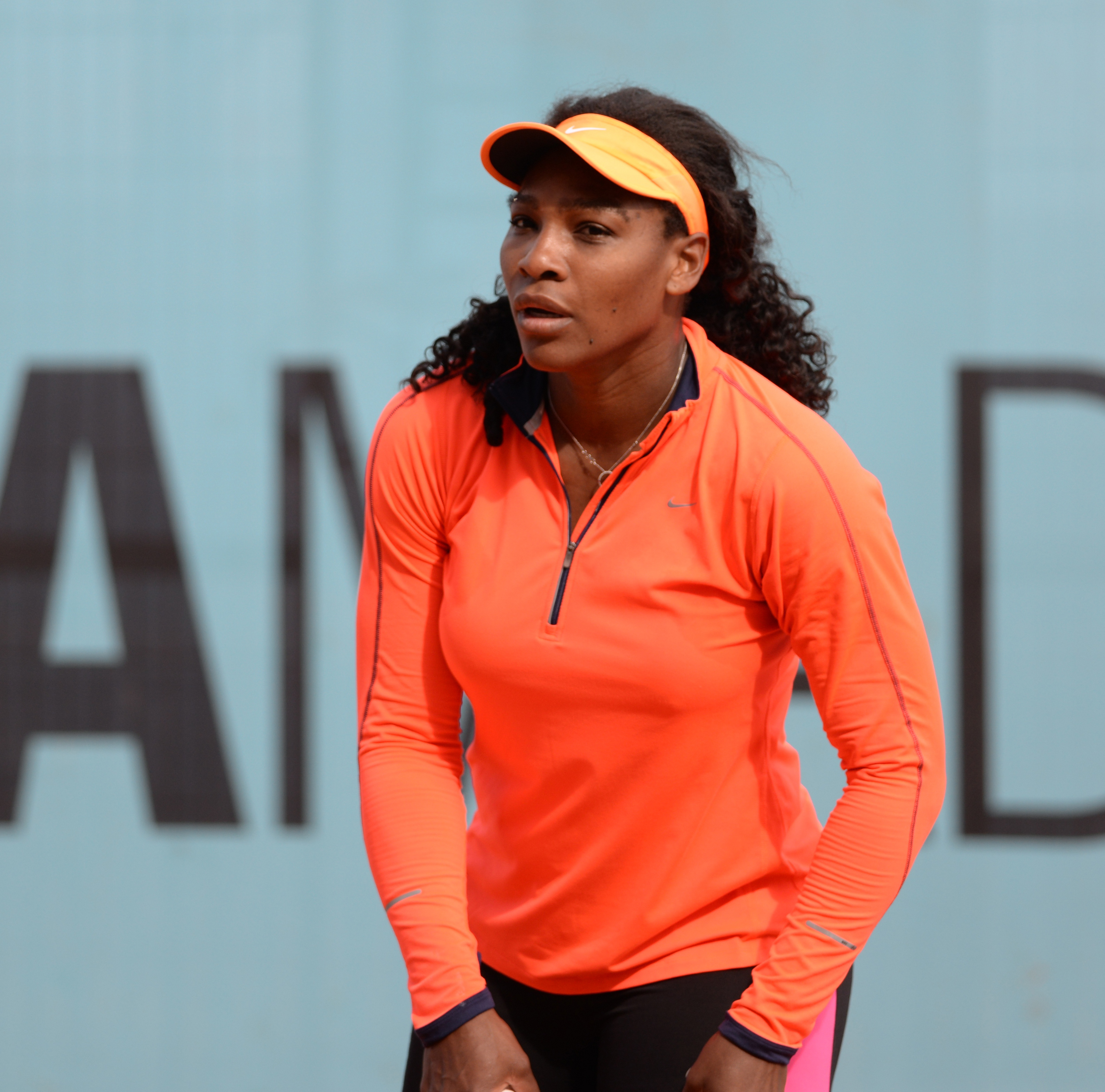
Serena Williams ha vinto 3 Slam su 4.

Serena Williams inizia la stagione con la finale alla Hopman Cup, persa contro la Polonia di Agnieszka Radwańska. All'Australian Open vince il diciannovesimo Slam della carriera battendo in finale Marija Šarapova. Dopo ben 14 anni, la Williams ritorna a giocare ad Indian Wells, dove si ritira in semifinale. Prosegue vincendo il suo ottavo titolo a Miami battendo in finale Carla Suárez Navarro in 56 minuti. Dopo aver subito la prima sconfitta nella semifinale del torneo di Madrid contro Petra Kvitová ed essersi ritirata al terzo turno a Roma, vince il titolo Smal numero 20 e il secondo stagionale al Roland Garros contro la ceca Lucie Šafářová. Vince il quarto titolo dell'anno a Wimbledon contro la spagnola Garbiñe Muguruza, conquistando il sesto titolo a Wimbledon, il terzo Slam stagionale e il ventunesimo in carriera. In agosto ritorna dopo un infortunio al gomito al torneo di Toronto perdendo contro la promettente svizzera Belinda Bencic, mentre la settimana successiva conquista il torneo di Cincinnati sconfiggendo Simona Halep. Agli US Open la tennista americana ha la possibilità di conquistare il Grande Slam, ma viene sorprendentemente sconfitta in semifinale da Roberta Vinci. Il 2 ottobre, decide di ritirarsi dal torneo per recuperare dagli infortuni.
Il 4 settembre si qualifica Simona Halep.

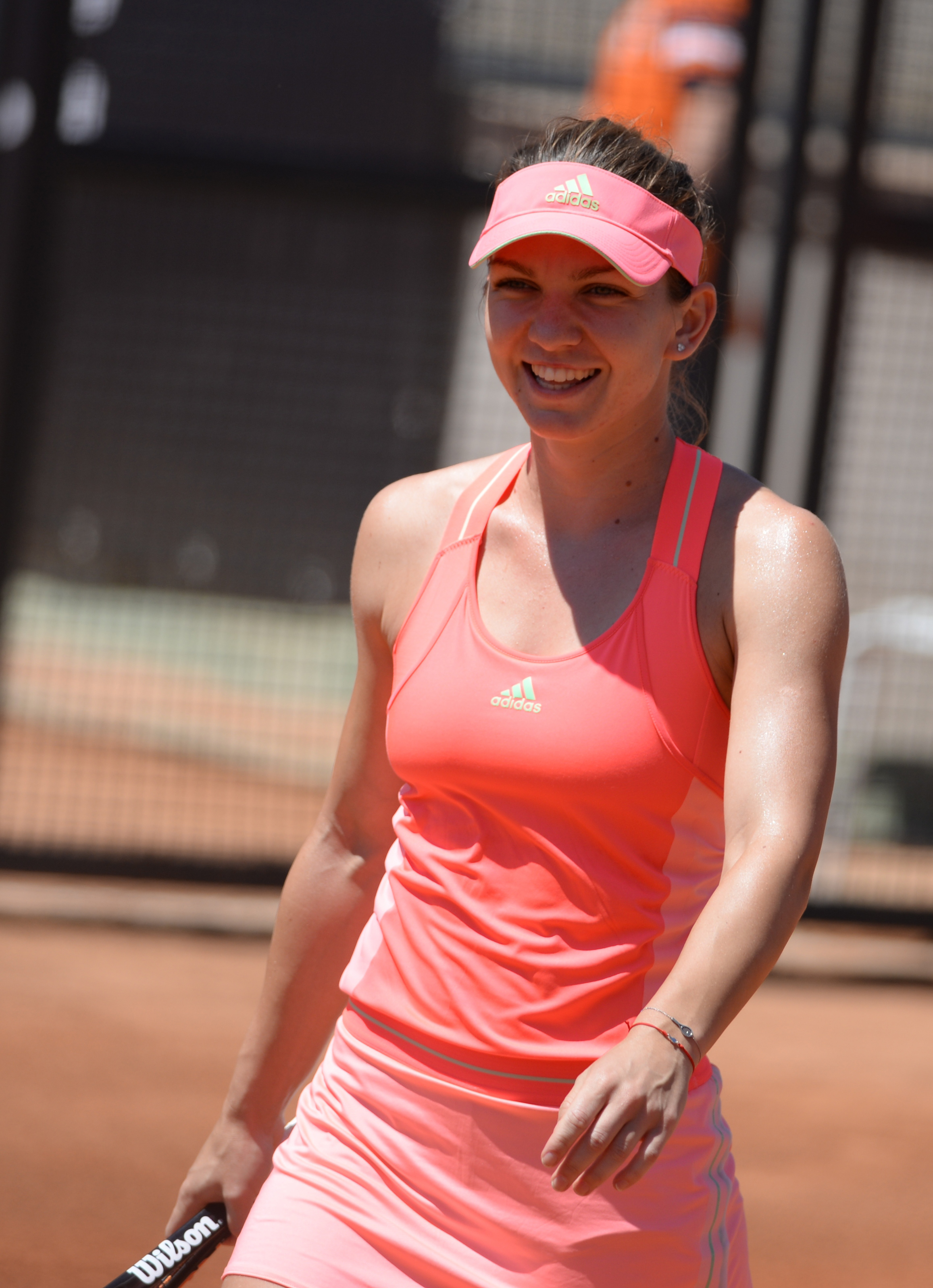
Simona Halep ha vinto il titolo più importante della carriera ad Indian Wells.

Simona Halep inizia la stagione vincendo facilmente il torneo di Shenzhen. Raggiunge, poi, i quarti di finale agli Australian Open perdendo contro Ekaterina Makarova. A febbraio vince il secondo torneo stagionale battendo la ceca Karolína Plíšková al torneo di Dubai. A marzo vince il torneo più importante della carriera a Indian Wells battendo Jelena Janković, mentre a Miami viene solamente eliminata in semifinale da Serena Williams. La stagione sulla terra rossa è stata abbastanza deludente, dove esce di scena al secondo turno al Roland Garros contro la croata Mirjana Lučić-Baroni e sull'erba di Wimbledon perde al primo turno contro la slovacca Jana Čepelová. La Halep ritorna a giocare un gran tennis durante la US Open Series, raggiungendo due finale consecutive a Toronto e Cincinnati, perdendole entrambe rispettivamente contro Belinda Bencic e Serena Williams. Agli US Open si ferma in semifinale contro Flavia Pennetta, poi vincitrice del torneo.
Il 10 settembre si qualifica Marija Šarapova.

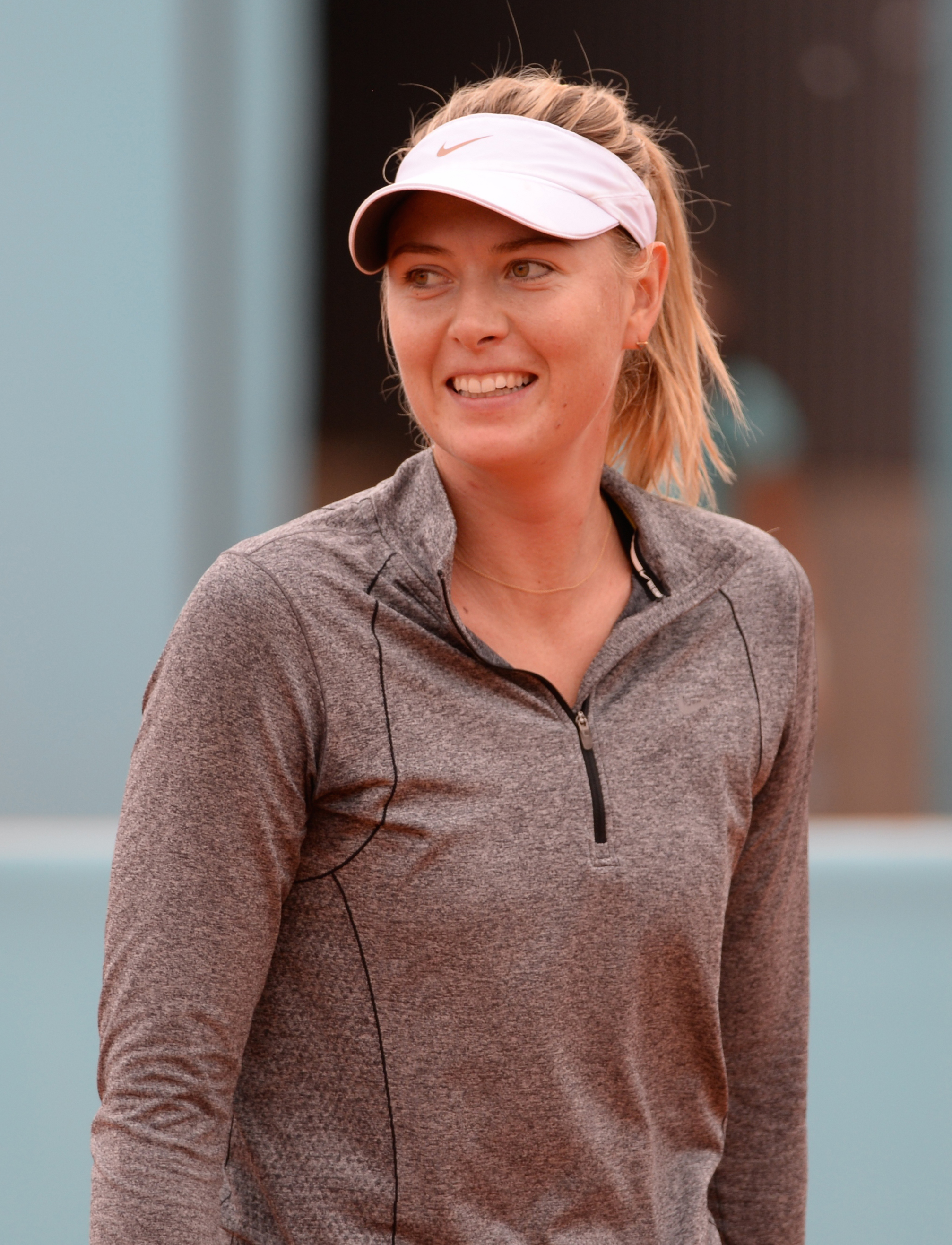
Marija Šarapova ha raggiunto la finale agli Australian Open.

Marija Šarapova inizia la stagione vincendo il torneo di Brisbane, battendo in finale Ana Ivanović. Agli Australian Open raggiunge la finale, dove viene sconfitta da Serena Williams in due set. A Roma vince ancora il torneo battendo in finale Carla Suárez Navarro. A Parigi la russa viene sconfitta a sorpresa al quarto turno dalla poi finalista Lucie Šafářová. Al torneo di Wimbledon perde in semifinale da Serena Williams. Dopo aver saltato tutta la US Open Series, compreso lo US Open, ritorna a giocare a Wuhan ritirandosi nel suo primo match contro Barbora Strýcová, decidendo così di ritirarsi anche per Pechino per recuperare la forma in vista del Master.
L'8 ottobre si qualifica Garbiñe Muguruza.

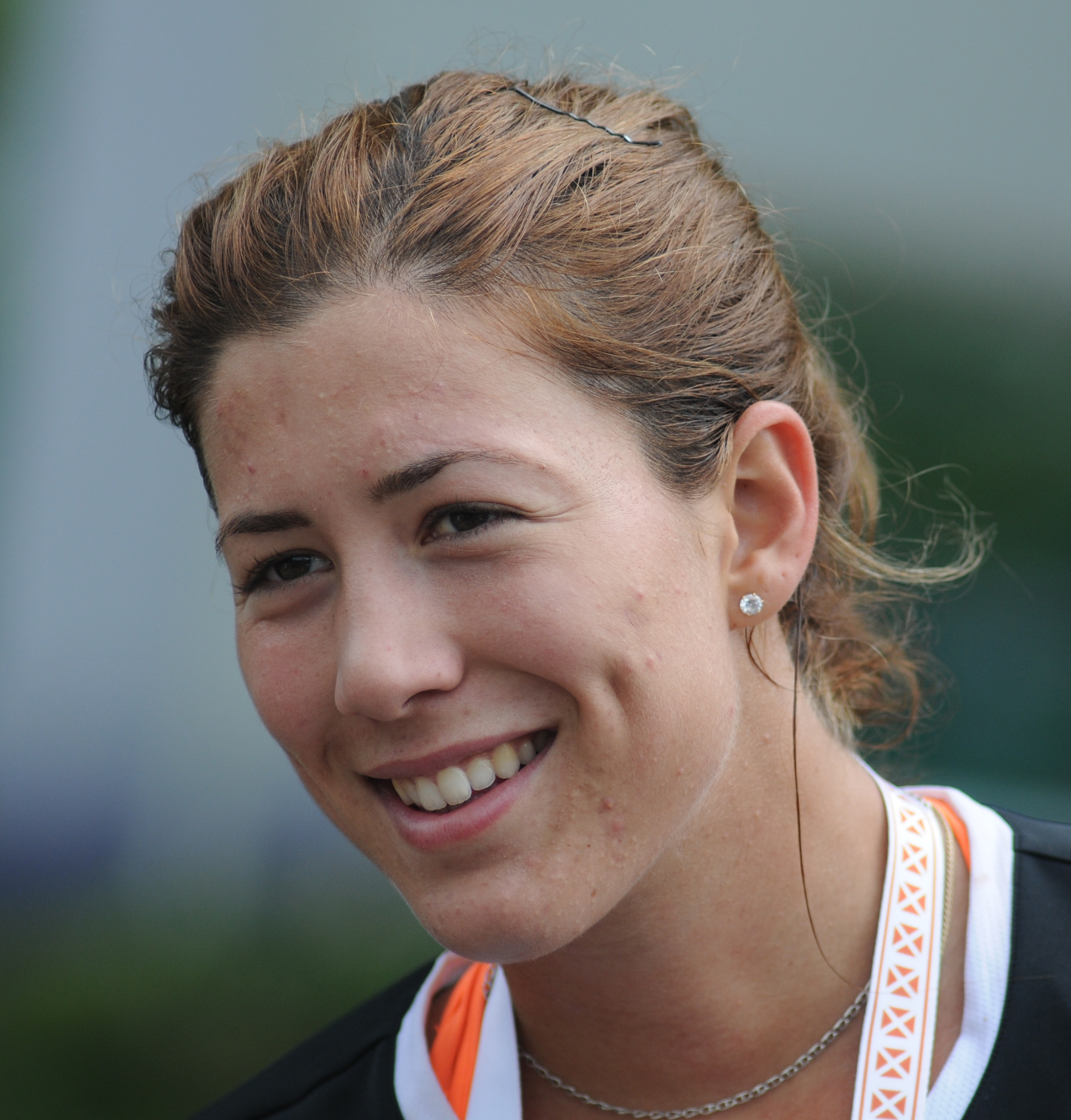
Garbiñe Muguruza ha raggiunto la finale a Wimbledon.

Garbiñe Muguruza riesce ad entrare nelle grandi durante la stagione, iniziando da fuori la Top 20 ed arrivando al Master da numero 3 del mondo. Agli Australian Open raggiunge viene sconfitta negli ottavi da Serena Williams strappandole un set. Raggiunge, poi, la semifinale a Dubai perdendo da Karolína Plíšková. Al Roland Garros raggiunge i quarti di finale eliminando Angelique Kerber e Flavia Pennetta prima di arrendersi alla futura finalista Lucie Šafářová. A Wimbledon raggiunge la prima finale Slam della carriera, nonostante nelle settimane precedenti non avesse raggiunto buoni risultati. Viene sconfitta da Serena Williams in due set, dopo aver eliminato durante il cammino la Kerber, Caroline Wozniacki, Timea Bacsinszky e Agnieszka Radwańska. L'estate americana non va alla grande, ma si riprende in Asia, dove viene eliminata nei quarti a Tokyo, e gioca la sua prima finale Premier, a Wuhan dove si ritira contro Venus Williams. La settimana successiva, conquista il titolo a Pechino battendo Radwańska in semifinale e Bacsinszky in finale.
Il 14 ottobre si qualifica Petra Kvitová.

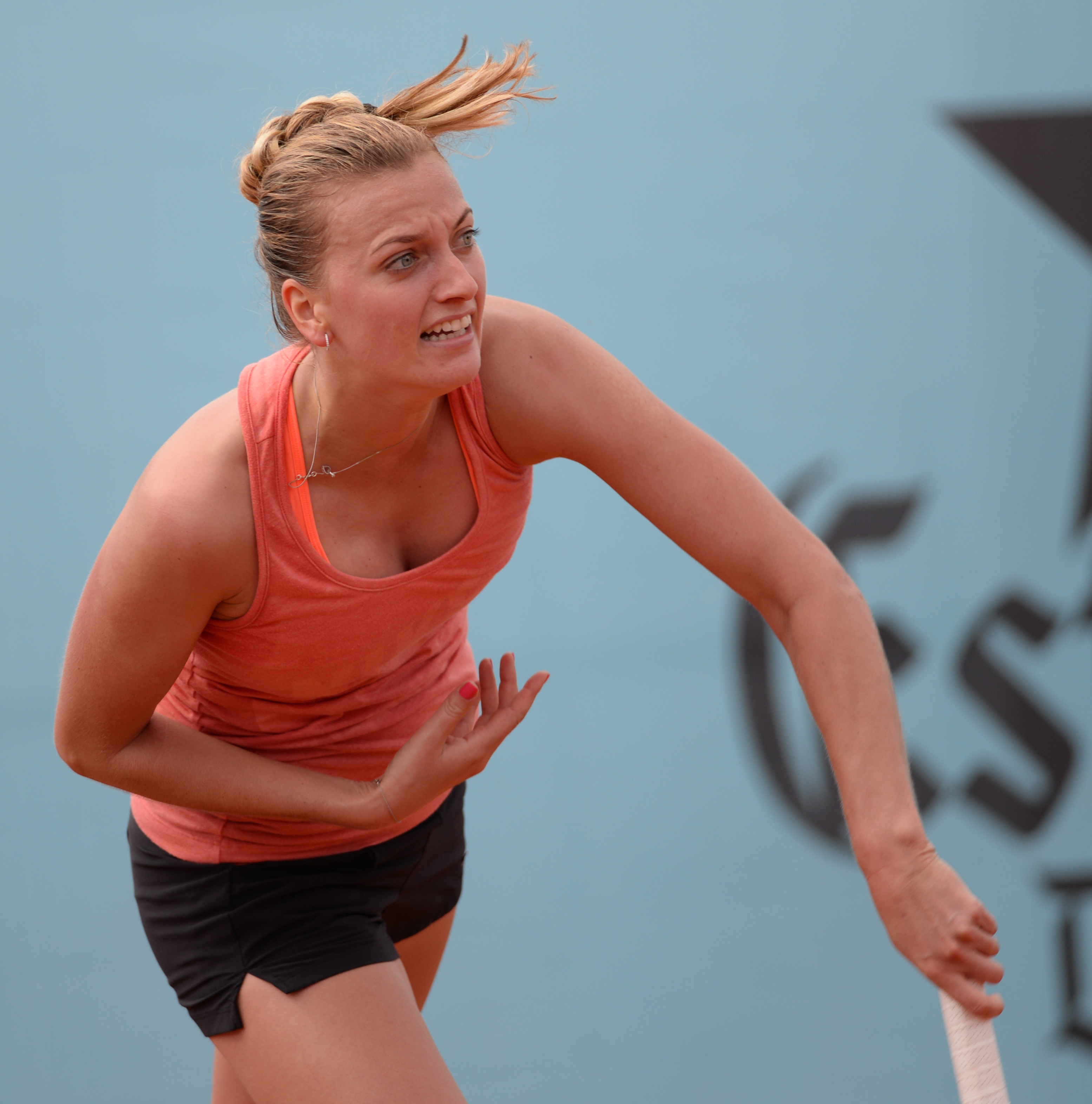
Petra Kvitová conquista il suo secondo titolo a Madrid.

Petra Kvitová ha iniziato la stagione con una semifinale a Shenzhen e la vittoria al torneo di Sydney, ma delude agli Australian Open perdendo al terzo turno. Dopo aver recuperato dalla mononucleosi, vince a sorpresa il toreo di Madrid, battendo tra le altre Serena Williams per la prima volta in carriera, mentre a Roma esce nei quarti. Al Roland Garros raggiunge il quarto turno, perdendo da Timea Bacsinszky. A sorpresa viene eliminata al terzo turno a Wimbledon dalla serba Jelena Janković. Si riprende nell'ultimo torneo dello US Open Series, vincendo a New Haven. Agli US Open viene sconfitta nei quarti da Flavia Pennetta, poi vincitrice del torneo.
Il 18 ottobre si qualifica Agnieszka Radwańska.
Agnieszka Radwańska ottiene la qualificazione principalmente grazie alla seconda parte di stagione in cui è tornata ad alti livelli. Inizia l'anno con la vittoria alla Hopman Cup. A Melbourne esce negli ottavi dove è stata sconfitta da Venus Williams, mentre al Roland Garros esce al primo turno. Dalla stagione su erba si assiste ad una Radwańska diversa, dove raggiunge due semifinali, la prima a Nottingham e la seconda, più importante, a Wimbledon, sconfitta da Garbiñe Muguruza, e raggiunge una finale ad Eastbourne, persa contro Belinda Bencic. Prosegue con i quarti di finale raggiunti a Stanford, Toronto e New Haven. La tournée in Asia si rivela soddisfacente per la polacca, che vince a Tokyo battendo in finale la Bencic, e raggiunge la semifinale a Pechino sconfitta solo dalla Muguruza. Vince, poi, il secondo titolo stagionale a Tianjin, che le permette di qualificarsi per il Master per il quinto anno di fila.
Il 21 ottobre si qualificano Angelique Kerber e Flavia Pennetta.

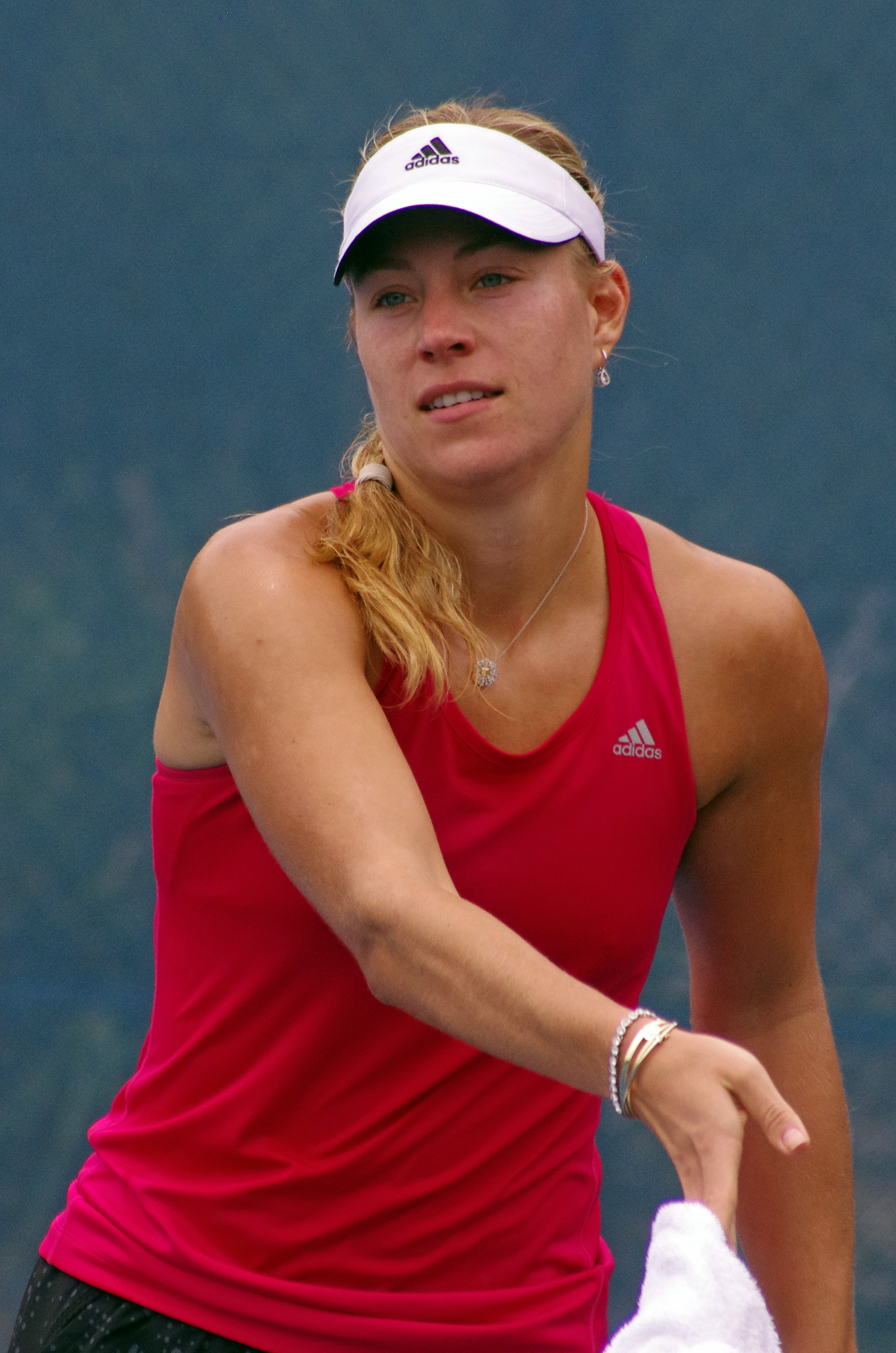
Angelique Kerber ha vinto quattro titoli in stagione.

Angelique Kerber inizia l'anno con la semifinale a Sydney e il primo turno agli Australian Open. Dopo un periodo di crisi, si ritrova sulla stagione europea, vincendo due Premier, a Charleston e a Stoccarda, battendo tra le altre Marija Šarapova e Caroline Wozniacki. Al Roland Garros viene sconfitta al terzo turno da Garbiñe Muguruza, mentre sull'erba di Birmingham arriva il terzo successo stagionale ai danni della ceca Karolína Plíšková. A Wimbledon, esce sempre al terzo turno per mano della Muguruza. Nel finire di stagione vince il quarto titolo stagionale a Stanford contro la Plíšková, mentre perde la finale di Hong Kong contro la serba Jelena Janković.

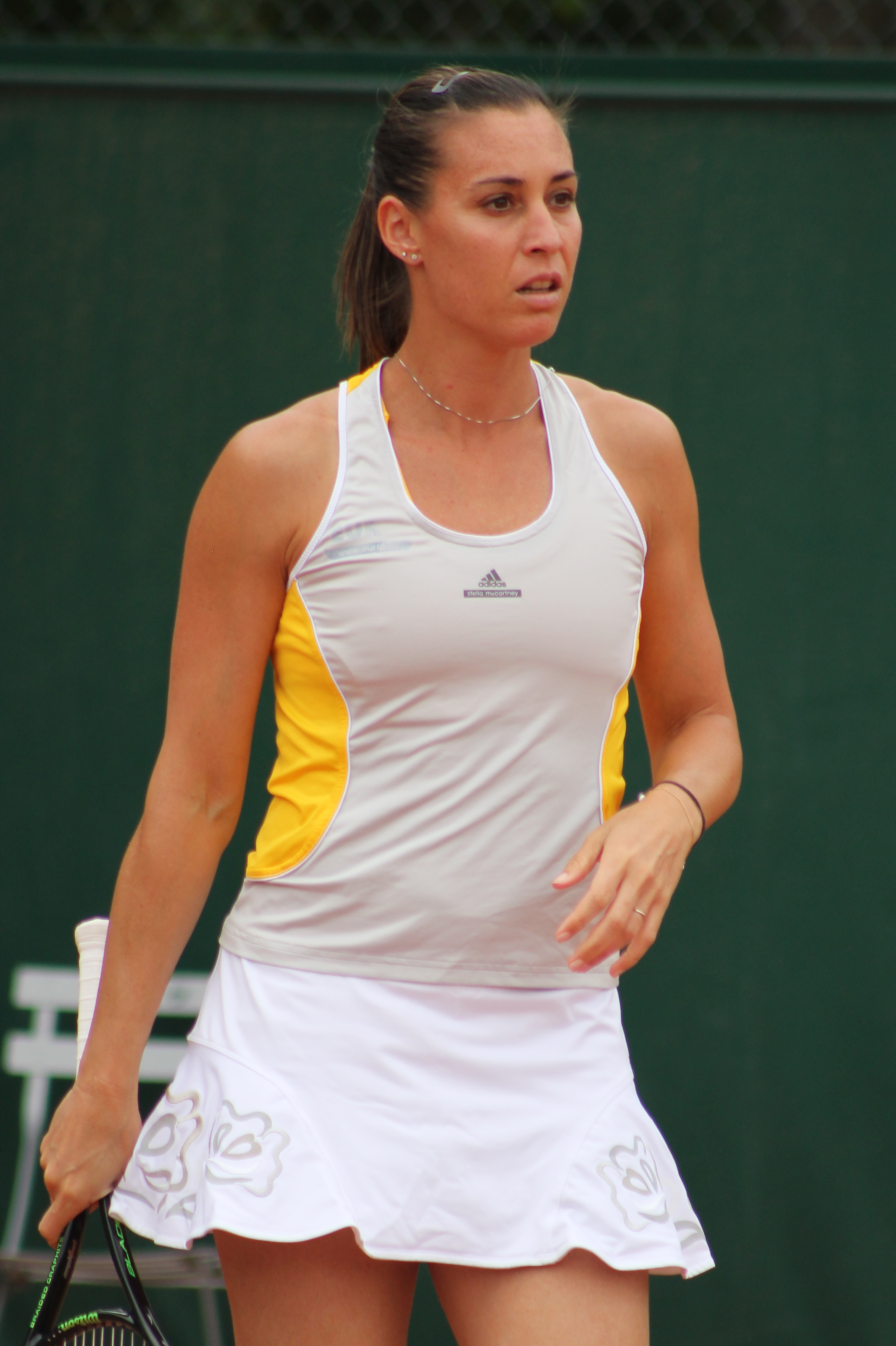
Flavia Pennetta ha vinto gli US Open.

Flavia Pennetta inizia l'anno con la prematura sconfitta agli Australian Open. A Dubai perde nei quarti contro Caroline Wozniacki. A marzo gioca alla grande, battendo Marija Šarapova nel torneo di Indian Wells, e Viktoryja Azaranka in quello di Miami. Sulla terra rossa raggiunge il quarto turno al Roland Garros venendo sconfitta da Garbiñe Muguruza, mentre sull'erba di Wimbledon esce subito. Nel finire di stagione, vince a sorpresa gli US Open il primo Slam della carriera, battendo durante il cammino Samantha Stosur, Petra Kvitová, Simona Halep e in finale la connazionale Roberta Vinci.
Il 22 ottobre si qualifica Lucie Šafářová.

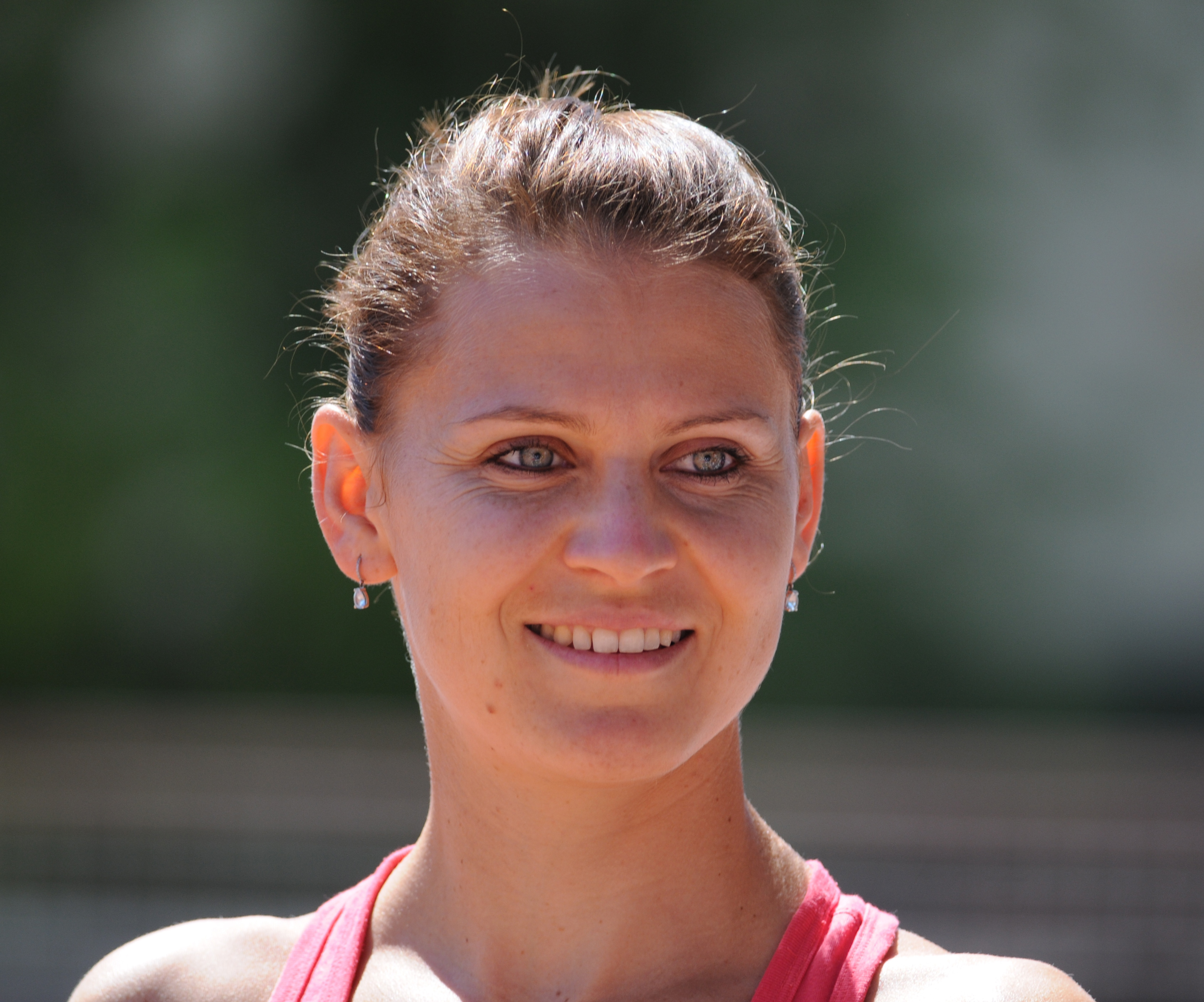
Lucie Šafářová ha raggiunto la prima finale Slam al Roland Garros.

Lucie Šafářová inizia l'anno con la sconfitta al primo turno agli Australian Open. A febbraio vince il torneo di Doha battendo in finale Viktoryja Azaranka. La stagione sulla terra rossa è altalenante, ma si riprende al Roland Garros, raggiungendo la prima finale Slam della carriera, battendo tra le altre Marija Šarapova, Garbiñe Muguruza e Ana Ivanović. In finale, si arrende a Serena Williams in tre set. Raggiunge il quarto turno a Wimbledon, dove difendeva una semifinale. Arriva in finale a New Haven perdendo da Petra Kvitová. Agli US Open esce di scena al primo turno.

### Doppio
| Ranking | Giocatrici                            | Punti | Tornei | Data qualificazione |
| ------- | ------------------------------------- | ----- | ------ | ------------------- |
| 1       | Martina Hingis Sania Mirza            | 5 886 | 12     | 14 luglio           |
| 2       | Bethanie Mattek-Sands Lucie Šafářová  | 5 490 | 8      | 16 agosto           |
| inj     | Casey Dellacqua Yaroslava Shvedova    | 4 721 | 7      | 15 settembre        |
| inj     | Ekaterina Makarova Elena Vesnina      | 4 586 | 10     | 15 settembre        |
| 3       | Tímea Babos Kristina Mladenovic       | 4 235 | 17     | 5 ottobre           |
| 4       | Katarina Srebotnik Caroline Garcia    | 3 705 | 18     | 9 ottobre           |
| 5       | Chan Hao-ching Chan Yung-jan          | 3 705 | 13     | 10 ottobre          |
| 6       | Raquel Kops-Jones Abigail Spears      | 3 280 | 19     | 17 ottobre          |
| 7       | Andrea Hlaváčková Lucie Hradecká      | 3 130 | 17     | 20 ottobre          |
| 8       | Garbiñe Muguruza Carla Suárez Navarro | 3 100 | 13     | 22 ottobre          |

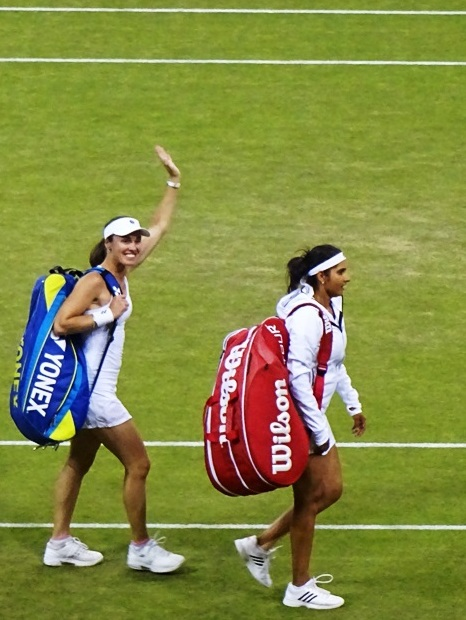
Martina Hingis e Sania Mirza vincenti a Wimbledon.

Le prime tenniste a qualificarsi per il Masters sono state Martina Hingis e Sania Mirza che hanno ottenuto l'accesso nel doppio il 14 luglio.
Martina Hingis e Sania Mirza hanno una stagione eccellente dove hanno vinto otto titoli su nove finali. Iniziano la collaborazione ad Indian Wells vincendo battendo in finale la coppia Makarova/Vesnina, la settimana successiva vincono anche a Miami sempre in finale su Makarova/Vesnina, e si impongono anche a Charleston, su Dellacqua/Jurak. Nella finale degli Internazionali d'Italia vengono sconfitte dalla coppia Babos/Mladenovic. A Wimbledon riescono a vincere il primo Slam insieme battendo la coppia Makarova/Vesnina. mentre in agosto vincono anche il secondo Slam agli US Open ai danni di Dellacqua/Shvedova. Proseguono vincendo altri tre titoli: il primo a Canton sulla coppia Shilin/Xiaodi, il secondo a Wuhan sulla coppia Begu/Niculescu, e il terzo a Pechino sulla coppia Chan/Chan.
Il 16 agosto si qualifica la coppia composta dalla statunitense Bethanie Mattek-Sands e la ceca Lucie Šafářová.
Bethanie Mattek-Sands e Lucie Šafářová giocano il primo torneo insieme agli Australian Open, vincendo battendo la coppia Chan/Zheng. Vincono il secondo titolo stagionale a Stoccarda su Garcia/Srebotnik. Al Roland Garros, vincono il secondo Slam dell'anno battendo la coppia Dellacqua/Shvedova. Vincono il quarto titolo stagionale alla Rogers Cup contro Garcia/Srebotnik.
Il 15 settembre si qualifica la coppia composta da Casey Dellacqua e Yaroslava Shvedova e la coppia Ekaterina Makarova e Elena Vesnina.
Casey Dellacqua e Yaroslava Shvedova iniziano la loro collaborazione dalla stagione sulla terra rossa. Vincono il loro unico titolo stagionale a Madrid battendo le spagnole Muguruza/Suárez Navarro. Hanno raggiunto altre tre finali, la prima al Roland Garros persa contro Mattek-Sands/Šafářová, la seconda a Cincinnati contro Chan/Chan e la terza agli US Open contro Mirza/Hingis. La coppia si è ritirata a seguito della commozione cerebrale della Dellacqua.
Ekaterina Makarova e Elena Vesnina si sono qualificate per il quarto anno di fila. Non sono riuscite a vincere un titolo, ma hanno raggiunto tre finali, a Indian Wells, Miami e Wimbledon, sempre contro la coppia Martina Hingis/Sania Mirza. La coppia si è ritirata per un infortunio alla gamba della Makarova.
Il 5 ottobre si qualifica la coppia composta da Tímea Babos e Kristina Mladenovic.
Tímea Babos e Kristina Mladenovic hanno continuato la loro collaborazione dal 2014. Hanno vinto il primo titolo a Dubai battendo le spagnole Muguruza/Suárez Navarro. Hanno vinto anche il torneo di Marrakech contro Siegemund/Zanevska. Hanno vinto il terzo titolo e il secondo Premier 5 dell'anno a Roma battendo la coppia numero 1 Martina Hingis/Sania Mirza.
Il 9 ottobre si qualifica la coppia composta da Katarina Srebotnik e Caroline Garcia.
Katarina Srebotnik e Caroline Garcia hanno iniziato la loro collaborazione all'inizio del 2015. Hanno raggiunto la finale a Brisbane perdendo dalla coppia Hingis/Lisicki. Raggiungono la seconda finale a Stoccarda perdendo da Mattek-Sands/Šafářová. Alla loro terza finale, vincono contro la coppia formata da Chan/Zheng ad Eastbourne. Hanno raggiunto un'altra finale alla Rogers Cup perdendo da Mattek-Sands/Šafářová.
Il 10 ottobre si qualifica la coppia composta da Chan Hao-ching e Chan Yung-jan.
Chan Hao-ching e Chan Yung-jan hanno giocato quasi sempre insieme. Hanno vinto il primo titolo a Pattaya battendo la coppia Aoyama/Tanasugarn. Vincono il secondo titolo stagionale a Cincinnati battendo Dellacqua/Shvedova. Hanno vinto anche a Tokyo contro le giapponesi Doi/Nara. Hanno poi raggiunto due finali, la prima a Tokyo perdendo dalla coppia Muguruza/Suárez Navarro e la seconda a Pechino contro le numeri 1 Martina Hingis/Sania Mirza.
Il 18 ottobre la coppia costituita da Raquel Kops-Jones e Abigail Spears si qualifica per il Masters.
Raquel Kops-Jones e Abigail Spears hanno giocato quattro finali, la prima a Sydney dove vengono sconfitte da Mattek-Sands/Mirza. Vincono i titoli a Doha sulla coppia Hsieh/Mirza, a Nottingham sulle inglesi Rae/Smith e a Linz sulle ceche Hlaváčková/Hradecká.
Il 20 ottobre, a seguito del ritiro della coppia formata da Ekaterina Makarova e Elena Vesnina, si qualifica la copia formata da Andrea Hlaváčková e Lucie Hradecká.
Andrea Hlaváčková e Lucie Hradecká hanno fatto ancora coppia insieme dopo che nel 2014 si erano separate. Hanno raggiunto tre finali, la prima ad Acapulco perdendo dalle spagnole Arruabarrena/Torró Flor, poi a Birmingham perdendo da un'altra coppia spagnola Muguruza/Suárez Navarro, ed infine a Linz perdendo dalle statunitensi Kops-Jones/Spears.
Il 22 ottobre, a seguito del ritiro della coppia composta da Casey Dellacqua e Yaroslava Shvedova, si qualifica la coppia formata da Garbiñe Muguruza e Carla Suárez Navarro.
Garbiñe Muguruza e Carla Suárez Navarro hanno continuato la loro collaborazione dopo la stagione passata. Hanno raggiunto la finale a Dubai, perdendo dal duo Babos/Mladenovic. Raggiungono un'altra finale a Madrid, perdendo da Dellacqua/Shvedova. Vincono il primo titolo dell'anno battendo le ceche Hlaváčková/Hradecká a Birmingham. Conquistano il secondo titolo a Tokyo battendo le sorelle Chan/Chan.

## Gruppi
Nel gruppo rosso sono state inserite Simona Halep, Marija Šarapova, Agnieszka Radwańska e Flavia Pennetta. Nel gruppo bianco si affrontano invece Garbiñe Muguruza, Petra Kvitová, Angelique Kerber e Lucie Šafářová.

## Testa a testa
|   |                     | Halep | Muguruza | Šarapova | Kvitová | Radwańska | Kerber | Pennetta | Šafářová | Totale* |
| 1 | Simona Halep        |       | 1-2      | 0-5      | 2–0     | 4-4       | 3–0    | 1-4      | 3–1      | 14-16   |
| 2 | Garbiñe Muguruza    | 2-1   |          | 0-3      | 0–0     | 4-2       | 3-3    | 3-0      | 0-1      | 12-10   |
| 3 | Marija Šarapova     | 5-0   | 3-0      |          | 6-3     | 12-2      | 4-3    | 2-3      | 4–2      | 36-13   |
| 4 | Petra Kvitová       | 0–2   | 0–0      | 3-6      |         | 6-2       | 4-2    | 3-4      | 7-0      | 23-16   |
| 5 | Agnieszka Radwańska | 4-4   | 2-4      | 2-12     | 2-6     |           | 6-5    | 5-3      | 1–4      | 22-38   |
| 6 | Angelique Kerber    | 0–3   | 3–3      | 3–4      | 2–4     | 5–6       |        | 2–4      | 1–1      | 16–25   |
| 7 | Flavia Pennetta     | 4-1   | 0-3      | 3–2      | 4–3     | 3–5       | 4–2    |          | 1–4      | 19–20   |
| 8 | Lucie Šafářová      | 1–3   | 1–0      | 2–4      | 0–7     | 4–1       | 1–1    | 4–1      |          | 13–17   |

* aggiornato al 22 ottobre 2015

## Calendario

### Giorno 1 (22 ottobre)
| Incontri                 | Incontri            | Incontri        | Incontri      |
| Evento                   | Vincitrice          | Perdente        | Punteggio     |
| ------------------------ | ------------------- | --------------- | ------------- |
| Rising Stars Round Robin | Zhu Lin [2]         | Ons Jabeur [3]  | 4-1, 4-2      |
| Rising Stars Round Robin | Caroline Garcia [1] | Naomi Ōsaka [4] | 4-1, 1-4, 4-1 |

### Giorno 2 (23 ottobre)
| Incontri                 | Incontri            | Incontri        | Incontri           |
| Evento                   | Vincitrice          | Perdente        | Punteggio          |
| ------------------------ | ------------------- | --------------- | ------------------ |
| Rising Stars Round Robin | Ons Jabeur [3]      | Naomi Ōsaka [4] | 2-4, 5-4(7–0), 4-1 |
| Rising Stars Round Robin | Caroline Garcia [1] | Zhu Lin [2]     | 5-3, 5-4(7–2)      |

### Giorno 3 (24 ottobre)
| Incontri                 | Incontri            | Incontri       | Incontri           |
| Evento                   | Vincitrice          | Perdente       | Punteggio          |
| ------------------------ | ------------------- | -------------- | ------------------ |
| Rising Stars Round Robin | Naomi Ōsaka [4]     | Zhu Lin [2]    | 4-2, 2-4, 5-4(7-4) |
| Rising Stars Round Robin | Caroline Garcia [1] | Ons Jabeur [3] | 4-0, 4-5(6-8), 4-2 |

### Giorno 4 (25 ottobre)
| Matches               | Matches       | Matches                                  | Matches                                   | Matches            | Matches |
| Event                 | Group         | Winner                                   | Loser                                     | Score              |         |
| --------------------- | ------------- | ---------------------------------------- | ----------------------------------------- | ------------------ | ------- |
| Doppio Round Robin    | Gruppo bianco | Bethanie Mattek-Sands Lucie Šafářová [2] | Garbiñe Muguruza Carla Suárez Navarro [8] | 6–3, 7–6(1)        |         |
| Finale Rising Stars   | N/A           | Naomi Ōsaka [4]                          | Caroline Garcia [1]                       | 3–5, 5–4(8–6), 4–1 |         |
| Singolare Round Robin | Gruppo rosso  | Simona Halep [1]                         | Flavia Pennetta [7]                       | 6–0, 6–3           |         |
| Singolare Round Robin | Gruppo rosso  | Maria Sharapova [3]                      | Agnieszka Radwańska [5]                   | 4–6, 6–3, 6–4      |         |
| Doppio Round Robin    | Gruppo rosso  | Andrea Hlaváčková Lucie Hradecká [7]     | Tímea Babos Kristina Mladenovic [4]       | 6–2, 6–1           |         |

### Giorno 5 (26 ottobre)
| Matches               | Matches       | Matches                          | Matches                                | Matches     | Matches |
| Event                 | Group         | Winner                           | Loser                                  | Score       |         |
| --------------------- | ------------- | -------------------------------- | -------------------------------------- | ----------- | ------- |
| Doppio Round Robin    | Gruppo bianco | Chan Hao-ching Chan Yung-jan [3] | Caroline Garcia Katarina Srebotnik [5] | 6–4, 7–6(5) |         |
| Singolare Round Robin | Gruppo bianco | Garbiñe Muguruza [2]             | Lucie Šafářová [8]                     | 6–3, 7–6(4) |         |
| Singolare Round Robin | Gruppo bianco | Angelique Kerber [6]             | Petra Kvitová [4]                      | 6–2, 7–6(3) |         |
| Doppio Round Robin    | Gruppo rosso  | Martina Hingis Sania Mirza [1]   | Raquel Kops-Jones Abigail Spears [6]   | 6–4, 6–2    |         |

### Giorno 6 (27 ottobre)
| Matches               | Matches       | Matches                                   | Matches                                  | Matches     | Matches |
| Event                 | Group         | Winner                                    | Loser                                    | Score       |         |
| --------------------- | ------------- | ----------------------------------------- | ---------------------------------------- | ----------- | ------- |
| Doppio Round Robin    | Gruppo bianco | Chan Hao-ching Chan Yung-jan [3]          | Bethanie Mattek-Sands Lucie Šafářová [2] | 6–2, 6–2    |         |
| Singolare Round Robin | Gruppo rosso  | Flavia Pennetta [7]                       | Agnieszka Radwańska [5]                  | 7–6(5), 6–4 |         |
| Doppio Leggende       | N/A           | Tracy Austin Arantxa Sánchez Vicario      | Marion Bartoli Martina Navrátilová       | 8–5         |         |
| Singolare Round Robin | Gruppo rosso  | Maria Sharapova [3]                       | Simona Halep [1]                         | 6–4, 6–4    |         |
| Doppio Round Robin    | Gruppo bianco | Garbiñe Muguruza Carla Suárez Navarro [8] | Caroline Garcia Katarina Srebotnik [5]   | 7–5, 6–2    |         |

### Giorno 7 (28 ottobre)
| Matches               | Matches       | Matches                                     | Matches                              | Matches       | Matches |
| Event                 | Group         | Winner                                      | Loser                                | Score         |         |
| --------------------- | ------------- | ------------------------------------------- | ------------------------------------ | ------------- | ------- |
| Doppio Round Robin    | Gruppo rosso  | Tímea Babos Kristina Mladenovic [4]         | Raquel Kops-Jones Abigail Spears [6] | 7–6(5), 6–2   |         |
| Singolare Round Robin | Gruppo bianco | Petra Kvitová [4]                           | Lucie Šafářová [8]                   | 7–5, 7–5      |         |
| Doppio Leggende       | N/A           | Martina Navrátilová Arantxa Sánchez Vicario | Tracy Austin Marion Bartoli          | 4–2, 4–0, 4–0 |         |
| Singolare Round Robin | Gruppo bianco | Garbiñe Muguruza [2]                        | Angelique Kerber [6]                 | 6–4, 6–4      |         |
| Doppio Round Robin    | Gruppo rosso  | Martina Hingis Sania Mirza [1]              | Andrea Hlaváčková Lucie Hradecká [7] | 6–3, 6–4      |         |

### Giorno 8 (29 ottobre)
| Matches               | Matches       | Matches                                   | Matches                                  | Matches          | Matches |
| Event                 | Group         | Winner                                    | Loser                                    | Score            |         |
| --------------------- | ------------- | ----------------------------------------- | ---------------------------------------- | ---------------- | ------- |
| Doppio Round Robin    | Gruppo bianco | Garbiñe Muguruza Carla Suárez Navarro [8] | Chan Hao-ching Chan Yung-jan [3]         | 7–5, 6–4         |         |
| Singolare Round Robin | Gruppo rosso  | Agnieszka Radwańska [5]                   | Simona Halep [1]                         | 7–6(5), 6–1      |         |
| Doppio Leggende       | N/A           | Tracy Austin Martina Navrátilová          | Marion Bartoli Arantxa Sánchez Vicario   | 4–2, 4–1         |         |
| Singolare Round Robin | Gruppo rosso  | Maria Sharapova [3]                       | Flavia Pennetta [7]                      | 7–5, 6–1         |         |
| Doppio Round Robin    | Gruppo bianco | Caroline Garcia Katarina Srebotnik [5]    | Bethanie Mattek-Sands Lucie Šafářová [2] | 6–2, 3–0 Retired |         |

### Giorno 9 (30 ottobre)
| Matches               | Matches       | Matches                              | Matches                              | Matches          | Matches |
| Event                 | Group         | Winner                               | Loser                                | Score            |         |
| --------------------- | ------------- | ------------------------------------ | ------------------------------------ | ---------------- | ------- |
| Doppio Round Robin    | Gruppo rosso  | Martina Hingis Sania Mirza [1]       | Tímea Babos Kristina Mladenovic [4]  | 6–4, 7–5         |         |
| Singolare Round Robin | Gruppo bianco | Garbiñe Muguruza [2]                 | Petra Kvitová [4]                    | 6–4, 4–6, 7–5    |         |
| Singolare Round Robin | Gruppo bianco | Lucie Šafářová [8]                   | Angelique Kerber [6]                 | 6–4, 6–3         |         |
| Doppio Round Robin    | Gruppo rosso  | Raquel Kops-Jones Abigail Spears [6] | Andrea Hlaváčková Lucie Hradecká [7] | 6–3, 3–6, [11–9] |         |

### Giorno 10 (31 ottobre)
| Semifinale doppio    | Martina Hingis Sania Mirza [1]            | Chan Hao-ching Chan Yung-jan [3]     | 6–4, 6–2         |
| Semifinale singolare | Agnieszka Radwańska [5]                   | Garbiñe Muguruza [2]                 | 6(5)–7, 6–3, 7–5 |
| Semifinale singolare | Petra Kvitová [4]                         | Maria Sharapova [3]                  | 6–3, 7–6(3)      |
| Semifinale doppio    | Garbiñe Muguruza Carla Suárez Navarro [8] | Andrea Hlaváčková Lucie Hradecká [7] | 7–6(6), 6–0      |

### Giorno 11 (1º novembre)
| Finale doppio    | Martina Hingis Sania Mirza [1] | Garbiñe Muguruza Carla Suárez Navarro [8] | 6–0, 6–3      |
| Finale singolare | Agnieszka Radwańska [5]        | Petra Kvitová [4]                         | 6–2, 4–6, 6–3 |

## Campioni

### Singolare
Agnieszka Radwańska ha sconfitto in finale  Petra Kvitová per 6-2, 4-6, 6-3.
- È il diciassettesimo titolo in carriera per la Radwańska, il terzo del 2015 e il primo Masters.

### Doppio
Martina Hingis /  Sania Mirza hanno sconfitto in finale  Garbiñe Muguruza /  Carla Suárez Navarro per 6-0, 6-3.